# ミステリーショッピング
ミステリーショッピング（英語: Mystery Shopping）とは、主に接客サービス向上のために行われる、消費者側の視点に立ったマーケティングリサーチの手法のひとつ。日本では覆面調査とも呼ばれる。

## 概要
サービスの品質の維持、および向上を行うには、定期的な測定や調査が必要であり、このとき利害関係者を除いた、第三者による調査が有用な場合がある。サービス提供者は、通常の調査では知ることのできない情報を入手するため、調査員がその身分を隠し、一般人に扮してサービスを受けた結果を、依頼者にフィードバックする。
これをサービスの提供側から見れば、どの消費者が調査官であるのか、あるいは調査が行われていること自体が謎（ミステリー）であり、サービスの品質をより消費者に近い立場で知ることができると考えられる。もっとも、定期的に調査を実施しているチェーン店などでは、公式・非公式のルートで実施内容の一部（購入商品や時間帯、来店人数など諸条件の設定がされていることが多い）を従業員が知っていることもあり、調査員を推察できてしまうケースもみられる。
ミステリーショッピングは、1940年代にアメリカ合衆国の企業が、従業員を調査する方法として始まったといわれる。これまでは、録音や録画を行いながら、従業員に対するアンケート調査を行うことも多かったようである。現在ではインターネットのウェブサイト経由して一般消費者を募り、要件を満たした回答者に、謝礼を行う方式が主流となっている様である。
なお、調査の主体が経営側でない場合もある。例えば、競合する複数のサービスの比較、もしくは格付けを目的として、ジャーナリストや記者などが一般人に扮してサービスを受け、これを記事や雑誌にして出版するために行われる「ミステリーショッピング」も存在する。著名な例では「ミシュランガイド（レストラン・ホテル）」「ロンリープラネット（旅行ガイドブック）」が挙げられる。これは、一般客を装った覆面調査員が、飲食店やホテルへ直接訪問し、そこで得た体験を基に作成された満足度の格付けを「ガイドブック」として出版することを特長としている。

## 呼称
この調査に携わる調査員は、日本では覆面調査員やミステリーショッパー(英語: Mystery Shopper) と呼ばれる。このほか、和製英語だがサービスインスペクターと呼称する場合もある。
英語圏ではさらに Mystery Consumer あるいは Secret Shopper とも呼ばれる。
なお、ミステリーショッピングと類似した調査手法として「アンケートモニター」もあるが、こちらは覆面調査に限らないため、ニュアンスが異なる。

## 事例
日本においては、ファーストフード店をはじめ、小売店や飲食店、アミューズメント施設、医療施設など、一般的に接客サービスが中心の業態において、広く普及している。運輸業においては覆面添乗と称して、旅客鉄道会社・バス会社・タクシー会社の管理職や国土交通省の職員、運行会社や国土交通省から委託を受けた民間の調査会社の調査員が乗客として調査対象の列車やバス、タクシーなどに乗り、乗務員の接遇に加えて運行中の安全確保に対する取り組みや運転技術などをチェックする。
また最近、地方公共団体による行政サービスに対するミステリーショッピングも行われ始めている。例として、大阪府の大阪府庁ホスピタリティ向上調査の一環として、橋下知事の発案で行われた大阪府立中央図書館に対する調査や、熊本県人吉市の市民環境課・企画課が発案した行政窓口サービスに対する調査などが挙げられる。
海外では、さらに幅広い対象に調査が行われており、例としてイギリスで「ミステリー信者が教会を調査する」といった事例がある。
2012年には、一般社団法人覆面調査士認定機構が認定する民間資格として「覆面調査士」という認定資格も創設された。